# Diócesis de Åbo (antigua)
La diócesis de Åbo (en latín: Dioecesis Aboensis y en sueco: Åbo stift) fue una circunscripción eclesiástica de la Iglesia católica en Finlandia. Fue convertida en parte de la Iglesia independiente de Suecia (desde 20 de marzo de 1593 completamente luterana) el 18 de junio de 1527 por decisión del rey de Suecia y suprimida de hecho como diócesis católica ya que era sede vacante desde la muerte de su último obispo católico el 22 de julio de 1522. Se trataba de una diócesis latina, sufragánea de la arquidiócesis de Upsala.

## Territorio y organización
La diócesis se extendía por la parte sur de la actual Finlandia. El territorio de la diócesis se formó gradualmente a medida que avanzaban las conquistas suecas en tierras finlandesas, hasta Carelia. Su territorio desde el 25 de febrero de 1955 está incluido en la diócesis de Helsinki.
La sede de la diócesis se encontraba en la ciudad de Turku (llamada Åbo en sueco), en donde se halla la Catedral de la Santísima Virgen María y San Enrique, hoy perteneciente a la Iglesia evangélica luterana de Finlandia.

## Historia

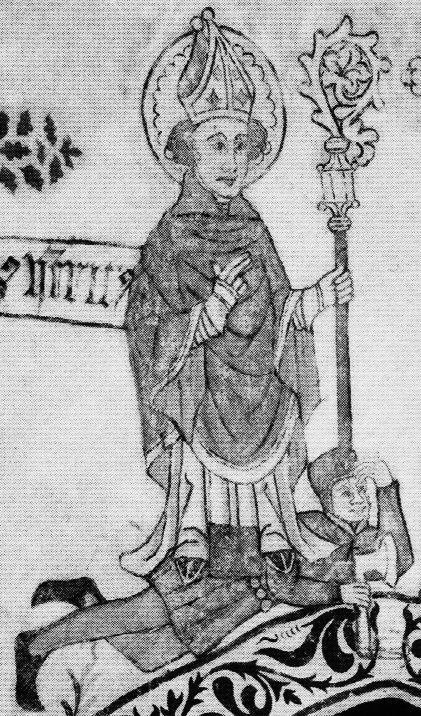
San Enrique de Upsala

Según la leyenda de Erico el Santo, escrita en la década de 1270, el rey de Suecia Erico el Santo (r. 1156-1160) y el obispo inglés Enrique (se le considera el primer obispo y patrono de Finlandia, y obispo de Upsala desde 1152) hicieron la primera cruzada sueca al suroeste de Finlandia en la década de 1150, por lo que la diócesis habría sido erigida en esos momentos. Según la crónica y otras fuentes, el obispo Enrique convertía a la gente al cristianismo en las áreas de Finlandia Propia y Satakunta durante la cruzada. La cruzada, que se ha datado hacia 1155, probablemente podría no haber ocurrido nunca. Además, se sabe que la cristianización de la parte suroeste de Finlandia ya había comenzado en el siglo X y que en el siglo XII la zona probablemente sería casi completamente cristiana. El obispo de Finlandia es mencionado por primera vez en 1209. Según la Crónica de Erico, el reino sueco hizo dos cruzadas a Finlandia en el siglo XIII. 
La sede episcopal se colocó inicialmente en Nousiainen y el obispo Tuomas firmó una carta allí en 1234. El obispo había recibido la aprobación papal para el traslado de la sede en 1229, pero no se sabe si el traslado realmente se llevó a cabo. Si la sede había estado ubicada en otro lugar antes, se desconoce su ubicación. 
Desde su fundación, la diócesis dependió de la provincia eclesiástica de la arquidiócesis de Upsala, aunque parece haber sido independiente de los poderes seculares hasta la segunda cruzada contra los tavastianos que se llevó a cabo en 1249-1250. A partir de entonces las fuentes generalmente consideran a Finlandia Propia y Tavastia como parte del Reino de Suecia. Entonces, la sede fue trasladada a Koroinen y fue asimilada al conjunto de diócesis suecas, apareciendo mencionada entre las diócesis suecas por primera vez en 1253.
La llamada tercera cruzada contra los carelios tuvo lugar en 1293, construyéndose el Castillo de Víborg. Según las fuentes históricas, el motivo de las cruzadas, además de difundir la fe católica, fueron las numerosas incursiones que las tribus finlandesas hicieron en Suecia. El papa Alejandro IV incluso aceptó el matrimonio entre el rey sueco Valdemar y Sofía, hija del rey danés Erico IV, para que pudieran repeler mejor los ataques paganos.
Circa 1300, en tiempos del obispo Maunu (Magnus), la sede fue trasladada a Åbo. 
El obispo Maunu (1293-1308) sentó las bases de la Catedral de Åbo; quemada por los rusos en 1318, fue restaurada y enriquecida con capillas, altares y muebles preciosos por el obispo Maunu Tavast (1412-1450); destruida por otro incendio en 1429, fue reconstruida durante los siguientes treinta años.
El cabildo de la catedral se estableció en 1266 con solo cuatro miembros, seis por el obispo Benedetto (1322-1338) y diez por Maunu Tavast. El obispo Konrad Bitz (1460-1489) impuso a los miembros del cabildo la obligación de residir en Åbo, mientras que Maunu Särkilahti (1489-1500) la obligación de almorzar en común. El obispo Benedicto XVI presentó a los dominicos la ciudad episcopal.
El celibato sacerdotal fue uno de los mayores problemas de la Iglesia finlandesa. Ya el concilio provincial de Skenning, en Suecia en 1248, había renovado esta obligación para Suecia y Finlandia, pero evidentemente la legislación no estaba entre las más respetadas. En 1352 el obispo san Hemming publicó los estatutos diocesanos donde, además de una serie de reglamentos litúrgicos, prohibió a los sacerdotes reconocer a los hijos de concubinas y criarlos en la rectoría, con el fin de preservar los bienes eclesiásticos.
El obispo Maunu Tavast (Magnus Olai) se distinguió sobre todo por su atención a los aspectos litúrgicos y ceremoniales; construyó una capilla dedicada al Santísimo Sacramento en la catedral, donde organizó un servicio ininterrumpido de celebraciones eucarísticas, todos los días; estableció varias hermandades; fundó el monasterio de la orden brigidina.
El Tratado de Nöteborg, firmado el 12 de agosto de 1323 entre Suecia y la República de Nóvgorod, definió las fronteras de la diócesis desde el golfo de Botnia al istmo de Carelia.
Muchos de los obispos de Åbo de los siglos XIV y XV eran personas de profunda cultura y preparación intelectual, formados en las principales universidades de la época. En 1488, el obispo Konrad Bitz hizo imprimir el Missale Aboense en Lübeck, la primera obra impresa para el público nórdico.

### Reforma protestante
El último obispo en comunión con la Santa Sede fue Arvid Kurki, que murió en un naufragio el 22 de julio de 1522 mientras huía de Finlandia luego de participar en el levantamiento contra el rey Cristián II.
El 17 de junio de 1523 Gustavo I de Suecia (Gustavo Vasa) entró en Estocolmo finalizando la guerra de liberación sueca que disolvió la Unión de Kalmar y el fin del dominio danés.
Entre el 16 y el 18 de junio de 1527 se celebró en Västerås el parlamento o Riksdag por el cual Gustavo I privó a la Iglesia de su poder, se apoderó de sus bienes, cortó sus vínculos con la Iglesia de Roma y se proclamó su jefe. Desde entonces hubo una Iglesia sueca independiente que comenzó el proceso de introducción del luteranismo y rompió definitivamente con el papa al abolir el derecho canónico en la reunión de Upsala en 1536.
El cabildo de la catedral, que sobrevivió hasta 1642, continuó eligiendo obispos, que nunca fueron reconocidos por Roma. Enrico Svenonis fue obispo de 1523 a 1527; Martin Skytte de 1528 a 1550. Ambos se mantuvieron dentro de la doctrina católica, pero fueron introduciendo la doctrina luterana. Mikael Agricola fue nombrado fue obispo de 1550 a 1557 y fue quien introdujo en la diócesis realmente el luteranismo. La diócesis católica de Åbo se extinguió de facto y dio lugar a la diócesis luterana de Åbo, que hoy es la arquidiócesis de Turku.
El 20 de marzo de 1593 el sínodo de Upsala prohibió en el Reino de Suecia toda religión que no fuera la doctrina luterana, excepto en las embajadas, adoptando las Confesiones de Augsburgo y completando la transformación de la Iglesia sueca independiente en luterana. Los sacerdotes católicos se vieron obligados a convertirse o abandonar el país. Con la derrota del rey católico Segismundo III Vasa en la llamada guerra contra Segismundo en 1599, finalizó toda traza de catolicismo en Suecia.

## Episcopologio
- San Henrik †[nota 1]
- Rodulff † (?-circa 1178 falleció)
- Folkvin †

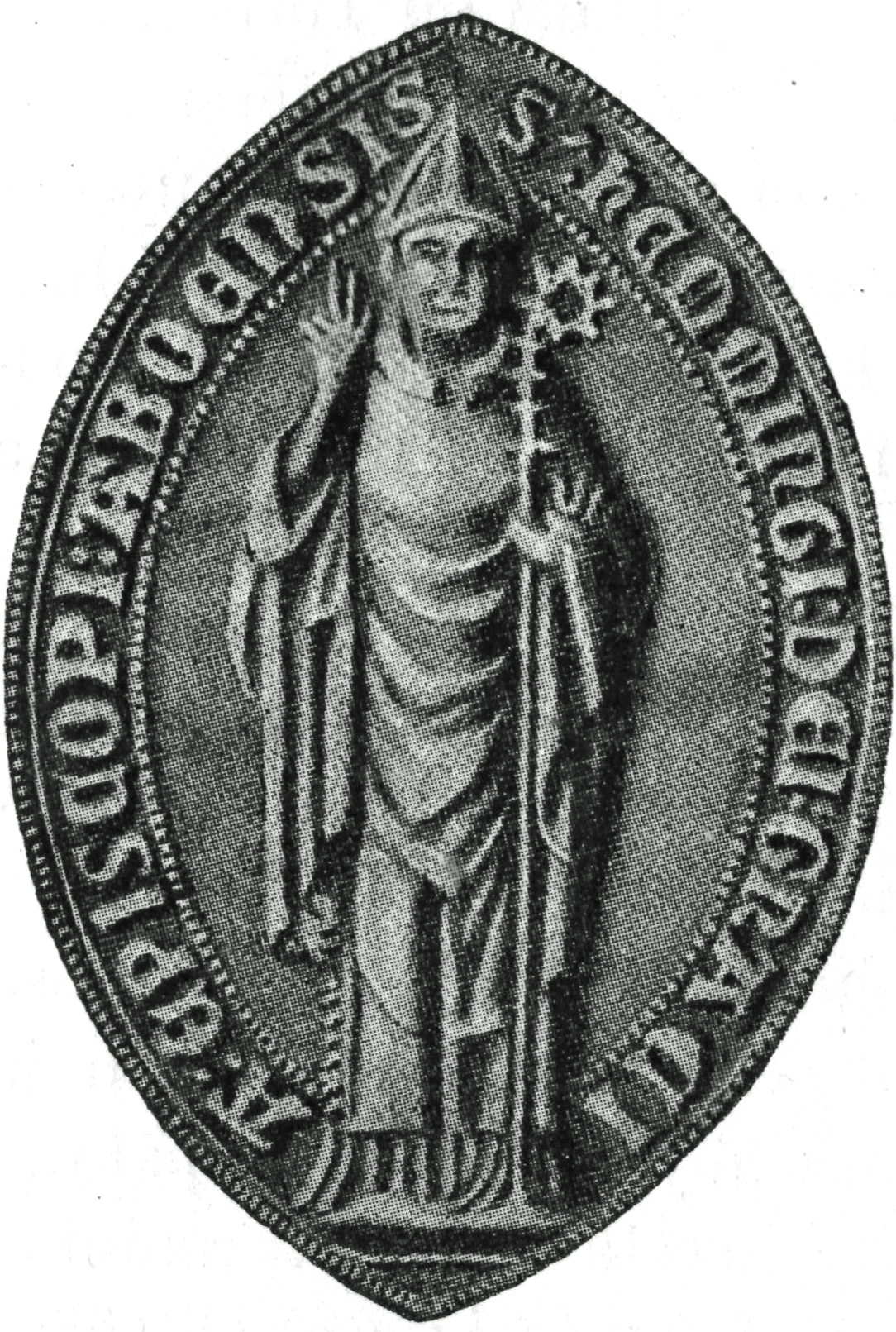
Sello del obispo san Hemming (1340-1366)

- Tuomas, O.P. † (30 de octubre de 1209-1248 falleció)
- Bero † (1249-1253 falleció)
- Ragvald I † (?-1266 falleció)
- Kettil † (1266-1285 falleció)
- Johannes, O.P. † (1286-8 de julio de 1290 nombrado arzobispo de Upsala)
- Maunu (Magnus) † (1293-circa 1308 falleció)
- Ragvald II † (circa 1310-1321 falleció)
- Pentti (Benedictus) † (1322-noviembre de 1338 falleció)
- San Hemming † (1340-21 de mayo de 1366 falleció)
- Henrik Hartmaninpoika † (5 de octubre de 1366-1367 falleció)
- Johannes Pietarinpoika † (8 de noviembre de 1367-1370 falleció)
- Johannes Westfal † (31 de agosto de 1370-1384 falleció)
- Bero Balk † (16 de noviembre de 1387-circa 29 de junio de 1412 falleció)
- Maunu Tavast (Magnus Olai) † (21 de octubre de 1412-1450 renunció)
- Olavi Maununpoika † (4 de febrero de 1450-24 de febrero de 1460 falleció)
- Konrad Bitz † (4 de julio de 1460-13 de marzo de 1489 falleció)
- Maunu Särkilahti † (6 de julio de 1489-12 de marzo de 1500 falleció)
- Lauri Suurpää † (7 de agosto de 1500-28 de septiembre de 1506 falleció)
- Johannes Olavinpoika † (25 de junio de 1507-9 de junio de 1510 falleció)
- Arvid Kurki † (17 de marzo de 1511-22 de julio de 1522 falleció)